# Олекса Довбуш
„Олекса Довбуш“ (на руски: Олекса Довбуш) е съветски историко- биографичен филм от 1959 година.

## Сюжет
Филмът разказва историята на украинския Робин Худ, легендарния гуцулски атаман Олекса Довбуш, ръководител на движението на карпатските опришки срещу издевателствата на полските и унгарски господари над украинското население.

## В ролите
- Афанасий Кочетков като Олекса Довбуш
- Наталия Наум като Маричка, любимата на Олекса
- Олег Борисов като Юзеф
- Марк Перцовский като господин Яблоцки
- Надежда Чередниченко като госпожа Яблоцка
- Дмитрий Милютенко като войводата Пшеремски
- Ярослав Геляс като Щефан
- Вячеслав Болеславский като Мацек
- Пьотр Вескляров като дядо Петрия
- Юрий Лавров като граф Потоцки
- Григорий Тесля като казака Михайло
- Александър Короткевич като отец Клям